# Leontodon filii
Leontodon filii là một loài thực vật có hoa trong họ Cúc. Loài này được Paiva & Ormonde mô tả khoa học đầu tiên năm 1973.